# Campeonato Argentino Select 12
El Campeonato Argentino Select 12 (conocido entre 2011 y 2017 como Campeonato Argentino Súper 9) es una competición anual de rugby para  seleccionados representativos juveniles de las uniones provinciales afiliadas a la Unión Argentina de Rugby, además de otras selecciones sudamericanas invitadas. El torneo surgió originalmente en 2011 bajo el nombre Campeonato Argentino Súper 9 y, hasta 2018, se disputaba tanto en la categoría juveniles como mayores. Este torneo funciona como la tercera división de rugby representativo provincial en la Argentina, otorgando plazas para el Campeonato Argentino Juvenil y, hasta 2017, el Campeonato Argentino de Mayores.
Si bien la existencia de una tercera división en el Campeonato Argentino de Rugby se remonta a 1991 (conocida como Zona Desarrollo o Zona Estímulo), la Unión Argentina de Rugby decidió crear el Campeonato Argentino Súper 9 en 2011 con el objetivo de cambiar el formato de disputa del mismo y así respaldar a las uniones provinciales de menor nivel. El cambio principal fue la disputa del torneo en una sede única, lo cual facilitó el transporte de los equipos participantes que habitualmente disputaban el Campeonato Argentino divididos en zonas geográficas debido a las largas distancias comprendidas.
Al tratarse de un torneo que otorga plazas a divisiones superiores, la cantidad de equipos ganadores es variada, como es el caso en el torneo de mayores, el cual fue ganado por ocho equipos distintos en sus ocho temporadas. El equipo con más campeonatos es la Unión de Rugby del Valle de Chubut con cuatro títulos (tres en juveniles y uno en mayores). Se destaca también la participación de seleccionados sudamericanos invitados, que desde su introducción en 2018 han alcanzado campeonatos y finales, como Uruguay en 2018 y Chile en 2023.

## Equipos participantes
Al formar parte de la estructura de los Campeonatos Argentinos de Rugby, el torneo es disputado por los seleccionados representativos de las uniones provinciales afiliadas a la Unión Argentina de Rugby, además de contar ocasionalmente con seleccionados internacionales invitados. En su temporada inicial, los equipos participantes fueron los equipos clasificados a la última división del Campeonato Argentino Juvenil M18 de 2011 (entonces conocida como la Zona Estímulo): Andina, Austral, Formosa, Jujuy, Misiones, San Juan, San Luis, Santa Cruz y Tierra del Fuego. Además de los equipos que participaron del torneo a través del intercambio de plazas, a esta competencia también se sumaron los seleccionados juveniles de Chile, Paraguay y Uruguay como invitados en 2018, cuando el Súper 9 pasó a ser conocido como el Select 12.
Lista de equipos participantes
| Equipo           | Temporadas | Ascensos             |
| ---------------- | ---------- | -------------------- |
| Jujuy            | 13 (todas) |                      |
| San Luis         | 13 (todas) |                      |
| Tierra del Fuego | 12         |                      |
| Formosa          | 12         |                      |
| Santa Cruz       | 11         |                      |
| Andina           | 11         | 1 (2019)             |
| Austral          | 11         | 1 (2016)             |
| Lagos del Sur    | 11         |                      |
| Misiones         | 11         | 1 (2013)             |
| Chile            | 5          | 1 (2023)             |
| Paraguay         | 5          |                      |
| Alto Valle       | 4          | 1 (2022)             |
| Sur              | 4          |                      |
| Chubut           | 3          | 3 (2012, 2014, 2017) |
| Oeste            | 2          | 2 (2015, 2024)       |
| Córdoba          | 1          |                      |
| San Juan         | 1          | 1 (2011)             |
| Uruguay          | 1          | 1 (2018)             |

Lista actualizada a la temporada 2024.
Hasta la temporada 2024, el torneo ha sido disputado por 18 equipos distintos, incluyendo 14 de las 25 uniones provinciales actualmente afiliadas a la Unión Argentina de Rugby. En 2021, la Unión Cordobesa de Rugby (que en aquel entonces participaba de la primera división del torneo) también participó en calidad de invitado.

### Mayores
Entre 2011 y 2018 el torneo se disputó también en la categoría de mayores, sirviendo como la última división del Campeonato Argentino de Mayores, antes de su suspensión en 2017.
Durante esas ocho temporadas, el torneo fue disputado por 15 equipos distintos: once uniones provinciales, el seleccionado invitado de Paraguay y tres seleccionados de desarrollo invitados provenientes de uniones provinciales en divisiones superiores.
| Equipo                | Temporadas | Ascensos        |
| --------------------- | ---------- | --------------- |
| Formosa               | 8 (todas)  |                 |
| Jujuy                 | 8 (todas)  |                 |
| Misiones              | 8 (todas)  |                 |
| San Luis              | 8 (todas)  |                 |
| Tierra del Fuego      | 8 (todas)  |                 |
| Andina                | 7          | 1 (2011)        |
| Austral               | 6          | 1 (2016)        |
| Santa Cruz            | 6          |                 |
| Lagos del Sur         | 4          | 1 (2013)        |
| Oeste                 | 3          | 2 (2012 y 2014) |
| Paraguay              | 3          |                 |
| Chubut                | 2          | 1 (2015)        |
| Córdoba Desarrollo    | 2          |                 |
| URBA Desarrollo       | 2          |                 |
| Entre Ríos Desarrollo | 1          |                 |

## Sistema de competición
Antecedentes
La tercera división en el Campeonato Argentino de Rugby y el Campeonato Argentino Juvenil fue introducida por primera vez en 1991 bajo el nombre Grupo Ascenso, siendo conocida posteriormente como Grupo Clasificación, Zona Estímulo y Zona Desarrollo. Desde su introducción y hasta 2010, esta tercera división había sido disputada bajo distintos formatos, pero siempre dividiendo a los equipos en zonas geográficas debido a las largas distancias entre las uniones participantes. Al tratarse de las uniones de menor nivel en el torneo, estas carecían de los recursos necesarios para competir de forma plena con un seleccionado y viajar largas distancias para disputar partidos de visitante contra equipos del mismo nivel. A diferencia de los equipos en la primera división como Buenos Aires, Córdoba o Rosario, estas uniones se concentraban en los distintos extremos de la Argentina, lo cual incrementaba los costos de disputar partidos de local y visitante. Debido a esto, la tercera división sufrió de varias complicaciones a lo largo de los años, como deserciones o reprogramaciones, disputándose de forma separada al resto del torneo.
Campeonato Argentino Súper 9

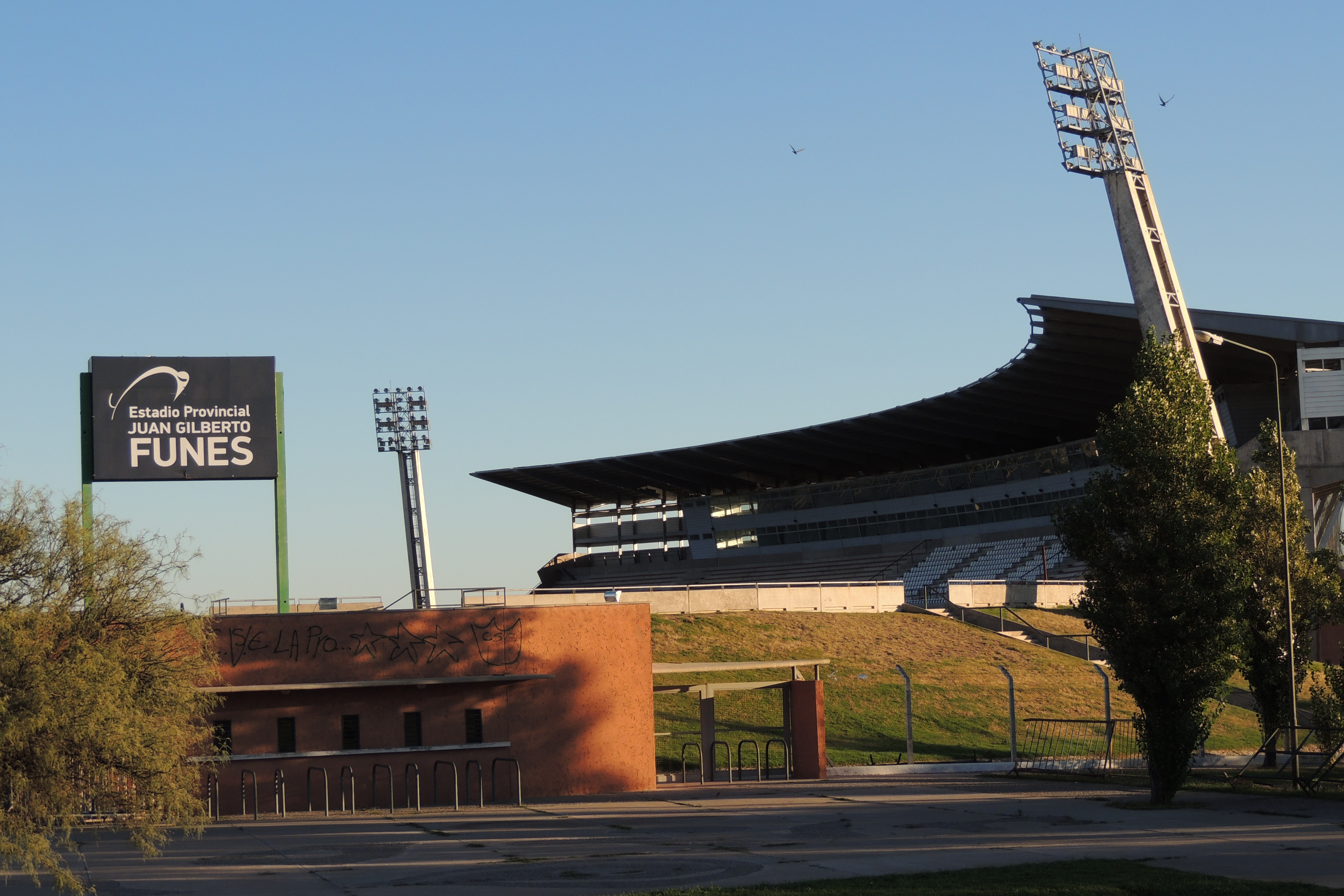
Estadio Juan Gilberto Funes de San Luis, sede de la edición inaugural del torneo.

El Campeonato Argentino Súper 9 fue creado en 2011 con el objetivo de resolver los problemas presentes en la organización de la tercera división y fomentar el desarrollo entre las uniones de menor nivel. Esto se llevó a cabo a través de una serie de cambios en el sistema de competición del mismo, pasando a disputarse bajo un formato distinto al del resto del torneo:
- La tercera división es tratada como un torneo propio con un campeón definido.
- Todo el torneo pasa a disputarse en una sede única, reduciendo los costos de viajes.
- Partidos son de formato reducido (40 minutos), permitiendo la disputa de dos partidos por día.
- Los grupos son armados por ranking en lugar de zonas geográficas, permitiendo que los equipos del norte jueguen con los del sur.
- Tras la fase de grupos, los equipos clasifican a las Copas de Oro, Plata o Bronce dependiendo de su clasificación, permitiendo que jueguen contra rivales de su nivel y garantizando que todos disputen la misma cantidad de partidos en total.
- Organización de cursos y talleres de capacitación nacional para entrenadores, árbitros y jugadores.

El torneo mantuvo este formato hasta 2017, cambiando ocasionalmente para satisfacer la cantidad de equipos participantes.
Campeonato Argentino Select 12
A partir de la temporada 2018, el torneo pasó a ser conocido como el Campeonato Argentino Select 12, expandiendo la cantidad de participantes a doce con la inclusión de forma plena de los seleccionados juveniles de Chile, Paraguay y Uruguay. El resto del formato se mantuvo en su mayor parte, con una fase de grupos dividida en triangulares y una fase final dividida en Copas de Oro, Plata y Bronce, las cuales pasaron a ser de eliminación directa, pero manteniendo la misma cantidad de partidos por equipo con partidos por el 3.º puesto.
Este cambio coincidió con la suspensión del Campeonato Argentino de Mayores en 2017, razón por la cual el torneo dejó de disputarse en la categoría correspondiente a partir de 2018.
Actualidad
A partir de la temporada 2023, la Unión Argentina de Rugby decidió que el Campeonato Argentino Select 12 se disputase en dos zonas de seis equipos cada una: Select 12 Norte y Select 12 Sur. Los doce equipos fueron distribuidos de acuerdo a su proximidad geográfica y cada zona se disputó en una sede única en su respectiva región. Estos cambios fueron realizados, en conjunto con el Torneo Nacional de Desarrollo M16, con el objetivo de fomentar los programas de desarrollo enfocados en las uniones provinciales de la región patagónica (sur). 
En este formato el torneo mantuvo, en su mayor parte, la misma cantidad de minutos y partidos disputados por equipo, disputando fase de grupos, semifinales y final, en conjunto con partidos por el 3.º y 5.º puesto. Ambos ganadores de la Zona Norte y la Zona Sur son considerados los campeones del Select 12 en la misma temporada, con el ascenso al Campeonato Argentino Juvenil siendo definido a través de una final disputada entre ambos campeones.

## Campeonatos
| Año  | Zona   | Campeón    | Resultado | Subcampeón       | Tercer y cuarto puesto   | Cant. equipos |
| ---- | ------ | ---------- | --------- | ---------------- | ------------------------ | ------------- |
| 2011 | 2011   | San Juan   | lig.      | San Luis         | Tierra del Fuego Austral | 9             |
| 2012 | 2012   | Chubut     | lig.      | Tierra del Fuego | Austral Misiones         | 9             |
| 2013 | 2013   | Misiones   | lig.      | Lagos del Sur    | Andina Tierra del Fuego  | 9             |
| 2014 | 2014   | Chubut     | lig.      | San Luis         | Tierra del Fuego Jujuy   | 9             |
| 2015 | 2015   | Oeste      | lig.      | Jujuy            | San Luis Austral         | 9             |
| 2016 | 2016   | Austral    | lig.      | Andina           | Misiones Formosa         | 9             |
| 2017 | 2017   | Chubut     | lig.      | Andina           | Misiones Jujuy           | 9             |
| 2018 | 2018   | Uruguay    | 13 - 8    | Alto Valle       | Lagos del Sur Chile      | 12            |
| 2019 | 2019   | Andina     | 14 - 5    | Chile            | Austral Alto Valle       | 12            |
| 2021 | Azul   | Sur        | lig.      | Misiones         | Austral Tierra del Fuego | 10            |
| 2021 | Blanca | Córdoba    | lig.      | Lagos del Sur    | Chile Alto Valle         | 10            |
| 2022 | 2022   | Alto Valle | 20 - 0    | Chile            | Sur Austral              | 12            |
| 2023 | Norte  | Andina     | 15 - 0    | Paraguay         | Jujuy Misiones           | 12            |
| 2023 | Sur    | Chile      | 42 - 3    | Austral          | Sur Lagos del Sur        | 12            |
| 2024 | Norte  | Misiones   | lig.      | Paraguay         | Andina Jujuy             | 10            |
| 2024 | Sur    | Oeste      | lig.      | Sur              | Lagos del Sur Austral    | 10            |

### Palmarés
| Equipo           | Campeón | Subcampeón | Tercero y cuarto puesto |
| ---------------- | ------- | ---------- | ----------------------- |
| Chubut           | 3       |            |                         |
| Andina           | 2       | 2          | 2                       |
| Misiones         | 2       | 1          | 4                       |
| Oeste            | 2       |            |                         |
| Chile            | 1       | 2          | 2                       |
| Austral          | 1       | 1          | 8                       |
| Alto Valle       | 1       | 1          | 2                       |
| Sur              | 1       | 1          | 2                       |
| Córdoba          | 1       |            |                         |
| Uruguay          | 1       |            |                         |
| San Juan         | 1       |            |                         |
| Lagos del Sur    |         | 2          | 3                       |
| San Luis         |         | 2          | 1                       |
| Paraguay         |         | 2          |                         |
| Jujuy            |         | 1          | 4                       |
| Tierra del Fuego |         | 1          | 4                       |
| Formosa          |         |            | 1                       |

### Otros logros
Además del fase final por el ascenso (la Copa de Oro), en el torneo se disputaban también llaves secundarias entre los equipos que no clasificaban a dicha instancia: la Copa de Plata y la Copa de Bronce. Entre 2011 y 2017, la Copa de Plata y Bronce fueron ganados por los equipos que finalizaban el 4.º y 7.º lugar, respectivamente. A partir de 2018, con la expansión a doce equipos, los ganadores fueron los equipos que finalizaban en el 5.º y 9.º puesto.
| Equipo           | Copa de Plata | Copa de Bronce | Total |
| ---------------- | ------------- | -------------- | ----- |
| Jujuy            | 2             | 2              | 4     |
| Lagos del Sur    |               | 3              | 3     |
| Austral          | 2             |                | 2     |
| Misiones         | 1             | 1              | 2     |
| Andina           | 1             | 1              | 2     |
| Tierra del Fuego | 1             | 1              | 2     |
| Formosa          | 1             |                | 1     |
| Paraguay         | 1             |                | 1     |

## Campeonato de Mayores (2011-2018)
Entre 2011 y 2018, el torneo se disputó también en la categoría de mayores, sirviendo como la última división del Campeonato Argentino de Mayores. Tras la suspensión de dicho torneo en 2017, la disputa del Select 12 de mayores también se detuvo una temporada más tarde, completando ocho temporadas disputadas.
| Año  | Campeón          | Resultado | Subcampeón | Tercer y cuarto puesto   | Cant. equipos |
| ---- | ---------------- | --------- | ---------- | ------------------------ | ------------- |
| 2011 | Andina           | lig.      | Oeste      | Lagos del Sur Misiones   | 9             |
| 2012 | Oeste            | 12 - 6    | Misiones   | URBA Desarrollo Austral  | 10            |
| 2013 | Lagos del Sur    | lig.      | Andina     | Austral San Luis         | 9             |
| 2014 | URBA Desarrollo  | lig.      | Oeste      | Andina Tierra del Fuego  | 10            |
| 2015 | Chubut           | 12 - 0    | Andina     | Austral Tierra del Fuego | 8             |
| 2016 | Austral          | lig.      | Misiones   | Tierra del Fuego Formosa | 9             |
| 2017 | Tierra del Fuego | lig.      | Misiones   | Lagos del Sur Paraguay   | 9             |
| 2018 | Misiones         | 27 - 7    | Paraguay   | Tierra del Fuego Austral | 12            |

### Palmarés
| Equipo           | Campeón | Subcampeón | Tercero y cuarto puesto |
| ---------------- | ------- | ---------- | ----------------------- |
| Misiones         | 1       | 3          | 1                       |
| Andina           | 1       | 2          | 1                       |
| Oeste            | 1       | 2          |                         |
| Austral          | 1       |            | 4                       |
| Tierra del Fuego | 1       |            | 4                       |
| Lagos del Sur    | 1       |            | 2                       |
| URBA Desarrollo  | 1       |            | 1                       |
| Chubut           | 1       |            |                         |
| Paraguay         |         | 1          | 1                       |
| Formosa          |         |            | 1                       |
| San Luis         |         |            | 1                       |

| Equipo           | Copa de Plata | Copa de Bronce | Total |
| ---------------- | ------------- | -------------- | ----- |
| Paraguay         | 1             | 1              | 2     |
| Tierra del Fuego |               | 2              | 2     |
| Andina           | 1             | 1              | 2     |
| Formosa          | 1             |                | 1     |
| Misiones         | 1             |                | 1     |
| San Luis         | 1             |                | 1     |